# Schwarz auf Weiß (film 1943)
Schwarz auf Weiß è un film del 1943 diretto da E.W. Emo.

## Trama
Nella Vienna di inizio Novecento, il maestro pasticciere Streusler sogna che Nelly, la sua unica figlia, frequenti l'università. Ma lei ha altri piani: innamorata di Heinz, uno spazzacamino, si scontra con il padre che non vede di buon occhio quel rapporto. Anche perché, da anni, Streusler ha da questionare con i suoi vicini e ora decide che non lascerà niente di intentato per rompere quel fidanzamento.

## Produzione
Il film fu prodotto dalla viennese Wien-Film GmbH.

## Distribuzione
Il film fu presentato a Graz il 29 ottobre 1943. Distribuito dalla Deutsche Filmvertriebs (DFV), fu proiettato a Berlino il 3 febbraio 1944.
Nel 1990, è uscito in VHS pubblicato dalla tedesca Taurus Video. Nel 2007, la Kinowelt Home Entertainment GmbH (München) lo ha distribuito in Germania in DVD.